# صموئيل بي. قاولد
صموئيل بي. قاولد (بالإنجليزية: Samuel B. Gould)‏ هو مدرس أمريكي، ولد في 1910، وتوفي في 1997.